# Балобановский сельский округ
Балобановский сельский округ — упразднённая административно-территориальная единица, существовавшая на территории Ногинского района Московской области в 1994—2006 годах.
Балобановский сельсовет был образован в первые годы советской власти. По данным 1919 года он входил в состав Шаловской волости Богородского уезда Московской губернии.
21 апреля 1924 года Балобановский с/с был передан в новую Пригородную волость.
В 1926 году Балобановский с/с включал село Балобаново и 2 хутора.
В 1929 году Балобановский сельсовет вошёл в состав Богородского района Московского округа Московской области.
5 ноября 1929 года Богородский район был переименован в Ногинский.
7 января 1934 года селение Балобаново было включено в черту рабочего посёлка Обухово, но сельсовет при этом не был упразднён.
17 июля 1939 года к Балобановскому с/с был присоединён Бездедовский сельсовет (селения Аборино и Бездедово).
8 августа 1957 года к Балобановскому с/с были присоединены селения Кашино, Колонтаево, Меленки и Шульгино упразднённого Колонтаевского с/с.
16 июля 1959 года из Анискинского с/с Балашихинского района в Балобановский с/с было передано селение Громково.
8 августа 1959 года к Балобановскому с/с были присоединены селения Авдотьино, Бирлюки, Кабаново, Марьино-3, Мишуково и Пятково упразднённого Пашуковского с/с.
5 ноября 1959 года селение Громково было передано из Балобановского с/с в Ямкинский с/с.
31 июля 1962 года из Балобановского с/с в восстановленный Пашуковский с/с были переданы селения Авдотьино, Бирлюки, Кабаново, Марьино-3, Мишуково, Пашуково и Пятково
1 февраля 1963 года Ногинский район был упразднён и Балобановский с/с вошёл в Орехово-Зуевский сельский район. 11 января 1965 года Балобановский с/с был возвращён в восстановленный Ногинский район.
3 февраля 1994 года Балобановский с/с был преобразован в Балобановский сельский округ.
В ходе муниципальной реформы 2004—2005 годов Балобановский сельский округ прекратил своё существование как муниципальная единица. При этом его населённые пункты были переданы частью в городское поселение Обухово, а частью в сельское поселение Аксёно-Бутырское.
29 ноября 2006 года Балобановский сельский округ исключён из учётных данных административно-территориальных и территориальных единиц Московской области.